# Бенешть (Прахова)
Бенешть, Бенешті (рум. Bănești) — село у повіті Прахова в Румунії. Входить до складу комуни Бенешть.
Село розташоване на відстані 78 км на північ від Бухареста, 27 км на північний захід від Плоєшті, 62 км на південь від Брашова.

## Населення
За даними перепису населення 2002 року у селі проживала 3261 особа. Рідною мовою 3260 осіб (> 99,9%) назвали румунську.
Національний склад населення села:
| Національність | Кількість осіб | Відсоток |
| -------------- | -------------- | -------- |
| румуни         | 3251           | 99,7%    |
| цигани         | 8              | 0,2%     |